# Боравли (вулкан)
Боравли — стратовулкан, расположенный во второй административной зоне, в регионе Афар, Эфиопия, на восточном берегу озера Афрера. Его высота достигает 784 м.
Верхняя часть вулкана состоит из трахитовых потоков лавы, под которыми расположены более старые базальтовые потоки. В настоящее время вулкан не активен, также дата его последнего извержения неизвестна.